# Triángulo culinario

Representación del triángulo culinario.

El triángulo culinario (denominado también triángulo gastronómico) es un concepto culinario descrito por Claude Lévi-Strauss en el que se consideran tres tipos de cocinado, que consiste en una tríada crudo-cocido-podrido. Cada alimento se encuentra en uno de esos estados o en una transición a uno de esos estados. Levi-Straus pudo comprobar que los alimentos poseen estados contrapuestos y la sintaxis alimentaria de forma que se contrapone como: elaborado/crudo, cultura/naturaleza, fresco/caliente o líquido/sólido etc. Levi-Strauss mostró que la cocina es o bien una mediación humana, o bien un proceso cultural. Este método en forma de tríadas es clasificatorio, en ningún momento una explicación cultural de la forma que entienden las culturas los alimentos y sus procesos.

## Características
Para representar su idea puso en cada ángulo del triángulo los tres "estados": el crudo, que representa la originaria condición de no transformación de la comida; el cocinado, en cuanto transformación cultural del alimento desde su estado crudo; y el podrido, como natural alteración sea del crudo que del cocinado. Cada uno de los tres estados se opone a los otros dos (esto debe entenderse en la teoría de oposiciones binarias típica del estructuralismo levistrosiano). Lo curioso de la teoría es que cada uno de los estados no es entendido por cada sociedad de la misma manera; por ejemplo, el queso que está tenido por podrido en algunas culturas asiáticas, es considerado en un estado fermentado en otras europeas.
Desde el punto de vista sociológico, cada cultura desarrolla técnicas culinarias para elaborar cada alimento. En muchos casos, el fuego actúa como elemento interviniente en la transformación rápida de los alimentos desde crudo → cocinado. En algunos casos, el fuego es un delimitador de los tabús alimentarios (como puede ser comer carne cruda/cocinada). En este sentido, las culturas desarrolladas tienden a elaborar sus tecnologías de procesado de alimentos evitando que caigan en el estado de "podrido"; es el caso de los frigoríficos: retardando crudo → podrido. Esa misma tecnología refrigeradora permite ralentizar cocinado → podrido.